# Curaciones de Jesús junto al mar de Galilea
El milagro de las curaciones de Jesús junto al mar de Galilea es uno de los milagros de Jesús realizados en el entorno del mar de Galilea de forma general sin que exista un sujeto en particular citado en los Evangelios. Este evento está antecedido por el milagro de la curación de la hija de la mujer sirofenicia y le sucede el de la segunda multiplicación de los panes.

## Texto bíblico
- Según  san Mateo (15: 29-31)

Y cuando Jesús se marchó de aquel lugar, vino junto al mar de Galilea, subió al monte y se sentó allí. Acudió a él mucha gente que traía consigo cojos, ciegos, lisiados, mudos y otros muchos enfermos, y los pusieron a sus pies, y él los curó; de tal modo que se maravillaba la multitud viendo hablar a los mudos y restablecerse a los lisiados, andar a los cojos y ver a los ciegos. Y glorificaban al Dios de Israel.

## Interpretación de la Iglesia católica
Los evangelistas recogen varias veces (cfr 11,4-6; Lc 7,21-23), a modo de resumen,  curaciones de Jesús con las que se cumplía lo anunciado por e| l  profeta Isaías para los tiempos mesiánicos: «Entonces se abrirán los ojos de los ciegos y se destaparán los oídos de los sordos. Entonces el cojo saltará como un ciervo y la lengua del mudo gritará de júbilo»